# ماريا كونستانتين
ماريا كونستانتين (بالرومانية: Maria Constantin)‏ هي متزلجة جماعية رومانية، ولدت في 28 أغسطس 1991 في بوخارست في رومانيا.

## وصلات خارجية
- ماريا كونستانتين على موقع الاتحاد الدولي لألعاب القوى (الإنجليزية)
- ماريا كونستانتين على موقع IBSF (الإنجليزية)
- ماريا كونستانتين على موقع اللجنة الأولمبية الدولية (الإنجليزية)
- ماريا كونستانتين على موقع أوليمبيديا (الإنجليزية)